# Punani 99
Punani 99 var en satirisk humorpodd och underhållningsprogram i Sveriges Radio, som sändes i P3 under perioden februari 2018 – april 2019.